# Undefeated (film 2011)
Undefeated è un documentario del 2011 diretto da Daniel Lindsay e T.J. Martin.
Nell'ambito dei Premi Oscar 2012 il documentario ha vinto l'Oscar al miglior documentario.

## Trama
Nel cuore di Memphis, Tennessee esiste una squadra di football americano liceale che per anni è stata sinonimo di sconfitte e difficoltà. Situata in una comunità segnata dalla povertà e dalla criminalità, la squadra è composta da giovani che affrontano sfide ben più grandi di quelle sul campo da gioco. Per loro, lo sport non è solo una passione, ma una possibilità concreta di costruire un futuro diverso, lontano dalle statistiche che spesso condannano i ragazzi della loro realtà a un destino già scritto.
A cambiare il corso della loro storia arriva un allenatore volontario, un uomo con una carriera avviata nel mondo degli affari, ma con una passione inarrestabile per il football e il desiderio di fare la differenza. Più che un semplice coach, diventa una guida, un mentore e, per molti dei suoi giocatori, una figura paterna. Il suo obiettivo non è solo migliorare le prestazioni della squadra, ma trasformare la mentalità dei suoi atleti, insegnando loro il valore della disciplina, della resilienza e del sacrificio.
La squadra inizia la stagione con una lunga storia di sconfitte alle spalle, con anni passati a essere considerata poco più di un facile bersaglio per gli avversari. Tuttavia, con un nuovo sistema di allenamento e un cambio radicale nell’approccio mentale, il gruppo inizia a credere nelle proprie capacità. I ragazzi lavorano duramente, affrontano sconfitte amare e momenti di sconforto, ma continuano a crescere, sia come atleti che come individui.
Tra i giocatori emergono alcune storie particolarmente toccanti. C’è il talento naturale che ha la possibilità di ottenere una borsa di studio e cambiare la sua vita, ma deve affrontare ostacoli scolastici e personali. C’è il ragazzo che, nonostante un infortunio grave, si rifiuta di arrendersi e lotta con tutte le sue forze per tornare in campo. E poi c’è colui che ha avuto problemi disciplinari e si trova di fronte a un bivio: continuare sulla strada che lo ha sempre portato nei guai o affidarsi alla squadra per trovare una nuova direzione.